# Yushania perrieri
Yushania perrieri là một loài thực vật có hoa trong họ Hòa thảo. Loài này được (A.Camus) Ohrnb. miêu tả khoa học đầu tiên năm 1996.